# Dennis Weaver
William Dennis Weaver (Joplin, 4 giugno 1924 – Ridgway, 24 febbraio 2006) è stato un attore statunitense.

## Biografia
Dopo aver servito come pilota nell'Aviazione statunitense, nel 1946 passò allo sport e fu uno dei migliori decatleti del periodo, ma non riuscì a entrare tra i primi tre nei trials del 1948 e non poté quindi prendere parte alle Olimpiadi.
Trasferitosi a New York, tentò la strada della recitazione, forte di precedenti esperienze teatrali da dilettante nella propria città. Ammesso all'Actors Studio, ebbe tra i docenti la famosa attrice Shelley Winters, la quale nella sua autobiografia ricorderà i primi passi di Weaver alle prese col ruolo di Amleto. Come professionista esordì nei primissimi anni cinquanta, lavorando per il cinema e la televisione, ma soprattutto nel teatro, dove si cimenterà più volte in opere di Shakespeare, collezionando ben 19 ruoli shakespeariani in carriera.
Nel 1958 venne ingaggiato da Orson Welles per il film L'infernale Quinlan. L'anno seguente vinse il suo primo Emmy Award (in tutto saranno tre, di cui i due successivi da primattore), ma solo come attore non protagonista.
Nel 1971 la Universal Television produsse il film televisivo Duel, diretto dal giovane Steven Spielberg, in cui è narrata la vicenda di un ignaro automobilista che, nel corso di un'infinita e inspiegabile fuga lungo una superstrada che attraversa l'interno desertico della California, ingaggia un vero e proprio duello con un misterioso camionista (che non viene mai inquadrato), per evitare di venire travolto e massacrato.
Il film ottenne un grande successo e venne adattato per il grande schermo, consentendo a Weaver di conquistare la fama internazionale; tuttavia egli non divenne una star cinematografica e continuò a preferire la televisione, dove raggiunse altrettanta notorietà con la serie Uno sceriffo a New York, in cui interpretò il ruolo di Sam McCloud, uno sceriffo di paese, scaltro e un po' selvatico, nonché, a differenza dei poliziotti televisivi dell'epoca, lontano dallo stereotipo del macho. La serie, iniziata nel 1970, fece il giro del mondo.
Grazie alla fama conquistata sin dal primo anno della serie, Weaver fu eletto presidente della Screen Actors Guild, il maggiore sindacato di categoria degli attori, lo stesso che nel passato avevano guidato attori come James Cagney, Ronald Reagan, Charlton Heston. Nel 1986 la Mecca cinematografica americana lo premiò con la "stella" sulla Hollywood Walk of Fame.
Dennis Weaver continuò incessantemente a lavorare fino agli anni duemila. L'ultima produzione a cui partecipò fu la serie televisiva Wildfire, nella quale interpretò Henry, padre di Jean Ritter, proprietaria del cavallo Wildfire che dà il titolo alla serie.
Convinto vegetariano dall'età di 40 anni, Weaver morì nel 2006, all'età di 81 anni a Ridgway, in Colorado, a causa delle complicazioni dovute ad una forma di cancro.

## Filmografia

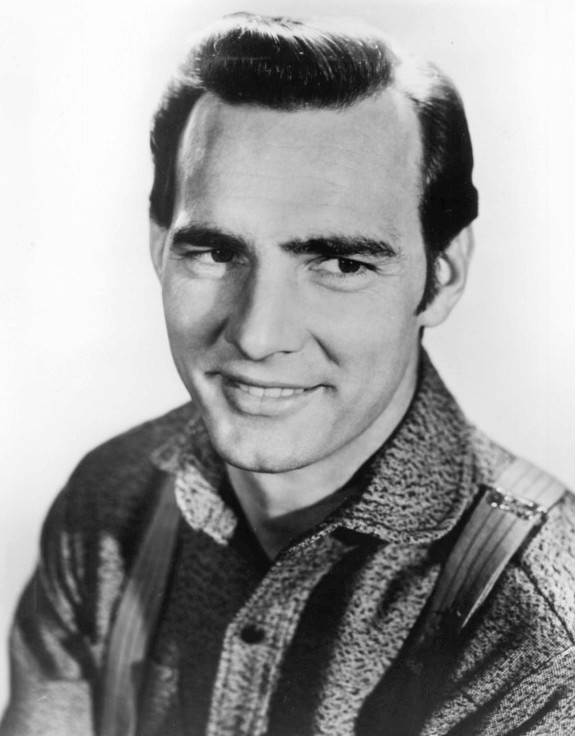
Dennis Weaver nel 1960

### Cinema
- Dan il terribile (Horizons West), regia di Budd Boetticher (1952)
- La grande sparatoria (The Raiders), regia di Lesley Selander (1952)
- La ribelle del West (The Redhead from Wyoming), regia di Lee Sholem (1953)
- Sotto il sole rovente (The Lawless Breed), regia di Raoul Walsh (1953)
- L'avventuriero della Luisiana (The Mississippi Gambler), regia di Rudolph Maté (1953)
- It Happens Every Thursday, regia di Joseph Pevney (1953)
- Il giustiziere (Law and Order), regia di Nathan Juran (1953)
- Il tenente dinamite (Column South), regia di Frederick de Cordova (1953)
- Il traditore di Forte Alamo (The Man from the Alamo), regia di Budd Boetticher (1953)
- La spada di Damasco (The Golden Blade), regia di Nathan Juran (1953)
- Le frontiere dei Sioux (The Nebraskan), regia di Fred F. Sears (1953)
- Il maggiore Brady (The War Arrow), regia di George Sherman (1953)
- Agente federale X3 (Dangerous Mission), regia di Louis King (1954)
- Mandato di cattura (Dragnet), regia di Jack Webb (1954)
- I ponti di Toko-Ri (The Bridges at Toko-Ri), regia di Mark Robson (1954)
- La banda dei dieci (Ten Wanted Men), regia di H. Bruce Humberstone (1955)
- I sette ribelli (Seven Angry Men), regia di Charles Marquis Warren (1955)
- Furia indiana (Chief Crazy Horse), regia di George Sherman (1955)
- La paura bussa alla porta (Storm Fear), regia di Cornel Wilde (1955)
- Navy Wife, regia di Edward Bernds (1956)
- L'infernale Quinlan (Touch of Evil), regia di Orson Welles (1958)
- Guadalcanal ora zero (The Gallant Hours), regia di Robert Montgomery (1960)
- Duello a El Diablo (Duel at Diablo), regia di Ralph Nelson (1966)
- Stazione luna (Way... Way Out), regia di Gordon Douglas (1966)
- Il gigante buono (Gentle Giant), regia di James Neilson (1967)
- Batanga (Mission Batangas), regia di Keith Larsen (1968)
- Sledge (A Man Called Sledge), regia di Vic Morrow (1970)
- I raptus segreti di Helen (What's the Matter with Helen?), regia di Curtis Harrington (1971)
- Duel, regia di Steven Spielberg (1971)
- Cry for Justice, regia di Bob Kelljan (1977)
- Non andate a dormire (Don't Go to Sleep), regia di Richard Lang (1982)
- Telluride: Time Crosses Over, regia di Michael Eugene Carr (1997)
- Fuga da Wildcat Canyon (Escape from Wildcat Canyon), regia di Marc. F. Voizard (1998)
- Trappola negli abissi (Submerged), regia di Fred Olen Ray (2000)
- Mucche alla riscossa (Home on the Range), regia di Will Finn, John Sanford (2004) - voce

### Televisione
- Schlitz Playhouse of Stars – serie TV, 1 episodio (1955)
- Dragnet – serie TV, 6 episodi (1954-1955)
- Il cavaliere solitario (The Lone Ranger) – serie TV, 1 episodio (1955)
- I segreti della metropoli (Big Town) – serie TV, 1 episodio (1956)
- The Silent Service – serie TV, 1 episodio (1957)
- Climax! – serie TV, episodio 4x16 (1958)
- Playhouse 90 – serie TV, 1 episodio (1958)
- Alfred Hitchcock presenta (Alfred Hitchcock Presents) – serie TV episodio 5x30 (1960)
- Ai confini della realtà (The Twilight Zone) – serie TV, episodio 2x26 (1961)
- Gunsmoke – serie TV, 290 episodi (1955-1964)
- Il ragazzo di Hong Kong (Kentucky Jones) – serie TV, 26 episodi (1964-1965)
- Il dottor Kildare (Dr. Kildare) – serie TV, 1 episodio (1965)
- Combat! – serie TV, 1 episodio (1965)
- Disneyland – serie TV, 2 episodi (1966)
- Al banco della difesa (Judd for the Defense) – serie TV, 1 episodio (1969)
- L'orso Ben (Gentle Ben) – serie TV, 56 episodi (1967-1969)
- Reporter alla ribalta (The Name of the Game) – serie TV, 1 episodio (1969)
- Quella strana ragazza (That Girl) – serie TV, 1 episodio (1970)
- Il virginiano (The Virginian) – serie TV, episodio 8x18 (1970)
- Swing Out, Sweet Land, regia di Stan Harris – film TV (1970)
- The Forgotten Man, regia di Walter Grauman – film TV (1971)
- The Great Man's Whiskers, regia di Philip Leacock – film TV (1972)
- Rolling Man, regia di Peter Hyams – film TV (1972)
- Female Artillery, regia di Marvin J. Chomsky – film TV (1973)
- Il camping della paura (Terror on the Beach), regia di Paul Wendkos – film TV (1973)
- Flip – serie TV, 1 episodio (1974)
- The John Denver Special, regia di Marty Farrell – film TV (1976)
- Uno sceriffo a New York (McCloud) – serie TV, 46 episodi (1970-1977)
- Intimate Strangers, regia di John Llewellyn Moxey – film TV (1977)
- Pearl – serie TV, 3 episodi (1978)
- The Islander, regia di Paul Krasny – film TV (1978)
- Ishi: The Last of His Tribe, regia di Robert Ellis Miller – film TV (1978)
- Colorado (Centennial) – serie TV, 12 episodi (1978-1979)
- Stone, regia di Corey Allen – film TV (1979)
- The Ordeal of Patty Hearst, regia di Paul Wendkos – film TV (1979)
- Police Story: A Cry for Justice, regia di Bob Kelljan – film TV (1979)
- Stone – serie TV, 9 episodi (1980)
- Amber Waves, regia di Joseph Sargent – film TV (1980)
- The Ordeal of Dr. Mudd, regia di Paul Wendkos – film TV (1980)
- The Day the Loving Stopped, regia di Daniel Mann – film TV (1981)
- Cocaine: One Man's Seduction, regia di Paul Wendkos – film TV (1983)
- Navy – serie TV, 22 episodi (1983-1984)
- Magnum, P.I. – serie TV, episodio 5x18 (1985)
- In corsa per l'oro (Going for the Gold: The Bill Johnson Story), regia di Don Taylor – film TV (1985)
- A Winner Never Quits, regia di Mel Damski – film TV (1986)
- Bluffing It, regia di James Steven Sadwith – film TV (1987)
- Buck James – serie TV, 19 episodi (1987-1988)
- Disastro al silo 7 (Disaster at Silo 7), regia di Larry Elikann – film TV (1988)
- The Return of Sam McCloud, regia di Alan J. Levi – film TV (1989)
- Mastergate, regia di Michael Engler – film TV (1992)
- Greyhounds, regia di Kim Manners – film TV (1994)
- Capitan Planet e i Planeteers (Captain Planet and the Planeteers) – serie TV, 1 episodio (1994) – voce
- Colomba solitaria (Lonesome Dove: The Series) – serie TV, 5 episodi (1994-1995)
- Two Bits and Pepper, regia di Corey Michael Eubanks – film TV (1995)
- Seduction in a Small Town, regia di Charles Wilkinson – film TV (1997)
- Stolen Women, Captive Hearts, regia di Jerry London – film TV (1997)
- The Virginian, regia di Bill Pullman – film TV (2000)
- High Noon, regia di Rod Hardy – film TV (2000)
- The Beast – serie TV, 2 episodi (2001)
- In tribunale con Lynn (Family Law) – serie TV, 1 episodio (2001)
- I Simpson (The Simpsons) – serie TV, 1 episodio (2002) - voce
- Il tocco di un angelo (Touched by an Angel) – serie TV, 1 episodio (2003)
- Wildfire – serie TV, 12 episodi (2005)

## Doppiatori italiani
Nelle versioni in italiano delle opere in cui ha recitato, Dennis Weaver è stato doppiato da:
- Gianfranco Bellini in Dan il terribile, La paura bussa alla porta, L'infernale Quinlan, Stazione luna
- Cesare Barbetti in Guadalcanal ora zero, Duello al El Diablo
- Giuseppe Rinaldi ne I ponti di Toko-Ri
- Giorgio Bandiera in Duel
- Giancarlo Padoan in Uno sceriffo a New York (st. 1)
- Claudio De Davide in Uno sceriffo a New York (st. 2)
- Sergio Tedesco in Sledge
- Arnaldo Ninchi in Navy
- Carlo Reali in Wildfire
- Ennio Coltorti in Duel (ridoppiaggio)

Da doppiatore è sostituito da:
- Corrado Guzzanti ne I Simpson
- Valerio Ruggeri in Mucche alla riscossa